# 藤原経通 (鎌倉時代)
藤原 経通（ふじわら の つねみち）は、平安時代末期から鎌倉時代の公卿。正二位権大納言。高倉大納言と号す。父は権大納言按察使藤原泰通、母は権大納言藤原隆季の娘。子には氏通、成恵、女子（藤原高実の室）がいる。家門として氏通以後は続かなかった。

## 経歴
以下、『検非違使補任別巻』、『公卿補任』、『尊卑分脈』の内容に従って記述する。
- 安元2年（1176年）誕生。
- 治承2年（1178年）1月15日、叙爵。
- 文治5年（1189年）1月18日、従五位上に昇叙[1]。同年7月10日、侍従に任ぜられる。
- 建久4年（1193年）1月29日、加賀介を兼ねる。
- 建久5年（1194年）10月13日、右少将に任ぜられる。
- 建久6年（1195年）1月5日、正五位下に昇叙[2]。同年2月2日、越後権介を兼ねる。
- 建久8年（1197年）1月6日、従四位下に昇叙。少将は元の如し。
- 正治2年（1200年）1月7日、従四位上に昇叙[3]。同月22日、伊予介を兼ねる。
- 建仁2年（1202年）7月23日、右中将に転任。同年8月13日、左中将に転任。同年11月19日、正四位下に昇叙。
- 元久2年（1205年）1月29日、土佐介を兼ねる。
- 建永元年（1206年）母の喪に服し12月30日に復任。
- 承元2年（1208年）7月8日、蔵人頭に補される。
- 承元3年（1209年）1月13日、尾張介を兼ねる。
- 承元4年（1210年）9月30日、父泰通の喪に服す。同年11月25日、蔵人頭を止められる[4]。
- 承元5年（1211年）閏1月、復任。
- 建暦2年（1212年）5月11日、蔵人頭に還補される。
- 建保2年（1214年）5月10日、参議に任ぜられる。左中将は元の如し。
- 建保3年（1215年）1月5日、従三位に叙される。同月13日、備前権守を兼ねる。
- 承久2年（1220年）1月6日、正三位に昇叙。同月22日、伊予権守を兼ねる。同年4月6日、右衛門督を兼ね検非違使別当に補される。
- 貞応元年（1222年）8月16日、権中納言に任ぜられる。右衛門督と検非違使別当は元の如し。同年12月17日、右衛門督と検非違使別当を辞した。
- 貞応3年（1224年）1月23日、従二位に昇叙。5月20日、勅授を許される。
- 嘉禄3年（1227年）1月5日、正二位に昇叙。同年4月9日、中納言に転正。
- 嘉禎元年（1235年）10月8日、権大納言に昇進。11月には大嘗会検校を務める。同年12月9日、権大納言を辞した。
- 嘉禎2年（1236年）4月8日、出家。
- 延応元年（1239年）10月13日、薨去。享年64。

## 系譜
- 父：藤原泰通（1147-1210）
- 母：四条隆季の娘
- 妻：不詳
  - 男子：藤原氏通
  - 男子：成恵
  - 女子：藤原高実室

## 「中殿御会」に参加を許される
建保6年（1218年）8月に行われた「中殿御会」に経通は参加を許されていて、歌人としての評価を受けていたと考えられる。この時の経通の詠歌は次の歌である。
- 幾千代を秋に任せて池水も雲井の月の影宿すらん